# Roberto Cabañas
Pour les articles homonymes, voir Cabañas.
Roberto Cabañas, né le 11 avril 1961 à Pilar et mort le 9 janvier 2017 à Asunción, est un footballeur international paraguayen.

## Biographie
Cet attaquant se fait connaître au New York Cosmos, où il remporte deux titres de champion et est élu NASL Most Valuable Player Award en 1983. À la suite de la faillite du championnat nord-américain, il est recruté par l'América Cali, en Colombie, un club à la réputation sulfureuse due à ses liens avec le cartel de drogue local.
Il arrive en Europe lors d'un transfert rocambolesque au Brest Armorique FC, en janvier 1988. L'ambitieux président brestois, François Yvinec, va le chercher à Cali et le ramène dans des conditions troubles, après plusieurs semaines de négociation sur place, contre environ 6 millions de francs. Le joueur ne peut finalement pas jouer avant le début de la saison suivante, du fait d'un trop grand nombre d'étrangers au Stade brestois. Malgré la relégation du club, il reste en Bretagne où il participe à la remontée en marquant 21 buts en 33 matchs de championnat puis 3 buts importants lors des rencontres de barrages d'accession. La saison suivante, il contribue au maintien du club en première division avec 9 buts dont un doublé décisif face à l'Olympique de Marseille. 
En juin 1990, il part pour un montant record (on parle de 15 millions de francs) à l'Olympique lyonnais, où il ne parvient pas à confirmer totalement les espoirs placés en lui. Au mois d'août 1991, il est transféré à Boca Juniors et poursuit sa carrière en Amérique du Sud.
Il meurt le 9 janvier 2017 d'un infarctus.

## Carrière

### En club
- 1978 - 1980 :  Cerro Porteño
- 1980 - 1984 :  New York Cosmos
- 1984 - décembre 1987 :  América Cali
- janvier 1988 - 1990 :  Brest Armorique FC
- 1990 - 1991 :  Olympique lyonnais
- 1991 - 1993 :  Boca Juniors
- 1993 - 1994 :  Barcelona Guayaquil
- 1994 - décembre 1995 :  Boca Juniors
- 1996 :  Club Libertad
- 1996 :  Independiente Medellin
- 2000 :  Real Cartagena

### En équipe nationale
Il compte 28 sélections avec l'équipe du Paraguay, pour laquelle il marque onze buts. Cabañas participe notamment à la coupe du monde de football 1986, où il marque deux buts.

## Statistiques

### En sélection nationale
| Saison                | Sélection             | Phases finales        | Phases finales | Phases finales | Éliminatoires CDM | Éliminatoires CDM | Matchs amicaux | Matchs amicaux | Total | Total |
| Saison                | Sélection             | Compétition           | M              | B              | M                 | B                 | M              | B              | M     | B     |
| --------------------- | --------------------- | --------------------- | -------------- | -------------- | ----------------- | ----------------- | -------------- | -------------- | ----- | ----- |
| 1979                  | Paraguay              | Copa América 1979     | 1              | 0              | -                 | -                 | -              | -              | 1     | 0     |
| 1981                  | Paraguay              | -                     | -              | -              | 1                 | 0                 | -              | -              | 1     | 0     |
| 1983                  | Paraguay              | Copa América 1983     | 1              | 0              | -                 | -                 | 1              | 2              | 2     | 2     |
| 1985                  | Paraguay              | -                     | -              | -              | 4                 | 2                 | -              | -              | 4     | 2     |
| 1986                  | Paraguay              | Coupe du monde 1986   | 4              | 2              | -                 | -                 | 1              | 2              | 5     | 4     |
| 1987                  | Paraguay              | Copa América 1987     | 2              | 0              | -                 | -                 | 1              | 0              | 3     | 0     |
| 1989                  | Paraguay              | Copa América 1989 4e  | -              | -              | 2                 | 1                 | -              | -              | 2     | 1     |
| 1993                  | Paraguay              | Copa América 1993     | 4              | 1              | 5                 | 0                 | 1              | 0              | 10    | 1     |
| Total sur la carrière | Total sur la carrière | Total sur la carrière | 12             | 3              | 12                | 3                 | 4              | 4              | 28    | 10    |

## Palmarès
- Vainqueur de la Copa América en 1979 (équipe du Paraguay).
- Vainqueur de la North American Soccer League en 1980 et 1982 (finaliste en 1981) (New York Cosmos).
- Champion de Colombie en 1985 et 1986 (América Cali).
- Finaliste de la Copa Libertadores en 1985, 1986 et 1987 (América Cali).
- Vainqueur du Championnat d'Argentine de football (tournoi Apertura, correspondant aux matchs aller) en 1992 (Boca Juniors).
- Vainqueur de la Copa Master de Supercopa en 1992 (Boca Juniors).

## Hommage
Une rue de Guipavas porte le nom de Roberto Cabañas située à proximité de l'entreprise Le Saint dont le dirigeant, Denis Le Saint est président du club de football professionnel du Stade brestois 29.